# Michael Lund
Michael Lund (f. 1979) er en dansk journalist og forfatter. Han er uddannet fra Roskilde Universitet i 2004. Har tidligere været ansat ved Nyhedsavisen, Politiken og Danmarks Radio. Nu ansat i gravegruppen på Berlingske.
Han modtog Cavlingprisen i 2017 for afdækningen af kvælstofsagen og igen i 2019 sammen med kollegerne Eva Jung og Simon Bendtsen for afsløringen af Danske Banks hvidvasksag.
Har desuden modtaget FUJ-prisen og Publicistprisen.